# 2015년 베이루트 폭탄 테러
2015년 베이루트 폭탄 테러는 2015년 11월 12일 레바논 베이루트 부르즈엘바라즈네에서 일어난 자살 폭탄 테러이다. 부르즈엘바라즈네는 시아파가 많이 거주하는 지역이다. 적어도 43명이 사망하였다.